# The Settlers II
The Settlers II: Veni, Vidi, Vici (v německém originálu Die Siedler II: Veni, Vidi, Vici) je realtimová budovatelská strategie vydaná v roce 1996 německou softwarovou společností Blue Byte Software. Svým konceptem se velmi podobá svému předchůdci, hře The Settlers od stejné firmy z roku 1994. Ze všech dílů série The Settlers je druhý díl nejoblíbenější, což vedlo postupně k vydání datadisku The Settlers II: Gold Edition v roce 1997, ve stejném roce konverzi titulu pro počítače Macintosh a v roce 2007 pro Nintendo DS. K desátému výročí hry vydal v roce 2006 Blue Byte The Settlers II 10th Anniversary ve snaze přiblížit původní Settlery nové generaci hráčů, nový titul se od starého liší pouze moderní grafikou.

## Příběh
Hlavní a jedinou postavou příběhu je Říman Octavius, kapitán lodě Torius, která má dopravit náklad do Latonických provincií. Čtyři dny od cíle cesty ji silná bouře vychýlí z kurzu a loď ztroskotá na neznámém ostrově. Protože není žádná šance na záchranu, posádka se rozhodne vybudovat kolonii. Prvním úkolem na mapě číslo 1 (a zároveň jakýmsi tutoriálem) je získání základních stavitelských surovin, poté pokračuje rozšířením kolonie na sever, těžbou minerálů atd. Hráč se seznamuje s ovládáním a ekonomikou hry, snaží pochopit systém dopravy surovin nebo maximálně zefektivnit jednotlivé budovy. V severní části ostrova poté objeví bránu, na které je latinský nápis „Consiste ut procederas“. Brána funguje jako teleport do další mapy a její obsazení v každé další mapě je klíčem k vítězství. Octavius vstoupí do brány, protože „všechny cesty vedou do Říma“.
Druhá mapa je částečně pokračováním tutoriálu, objevují se nové budovy, ale také první nepřítel. Jsou to Nubijci, kteří bránu považují za svatý artefakt a budou ji vojensky bránit. Jsou slabí, ale mají katapult, který je potřeba zničit a obsadit bránu. Ve třetí mapě se objevují hned dva Nubijští soupeři, klíčem k vítězství jsou bohatá ložiska zlata. Čtvrtá mapa otevírá cestování po moři a na scéně se objevuje nová rasa, Vikingové. Všechny rasy v této hře mají stejné budovy se stejnými funkcemi, které pouze jinak vypadají. Pátá mapa se odehrává v poušti, která je neúrodná jen na první pohled, všechny budovy na ní fungují normálně. Soupeři jsou tentokrát Synové Nipponu. Mapy od šesté do deváté se odehrávají v pátém až devátém roku od ztroskotání na ostrově. V desáté mapě se Octavius střetne s bratry Romulem a Remem v bitvě o poslední bránu a nadvládu nad Římem, do kterého, v případě vítězství, vstoupí přesně 10 let po troskotání na ostrově.

## Principy hry

### Ekonomika
Stejně jako ve všech budovatelských strategiích je klíčem k úspěchu založení fungující ekonomiky, ačkoliv vítězství ve hře lze dosáhnout pouze vojenskou cestou. Výjimkou je první mapa kampaně, kdy stačí „zabrat“ bránu. Na začátku hry má hráč pouze jedinou budovu, velitelství (Headquarters), která zároveň slouží jako sklad surovin a jednotek. Ztráta této budovy znamená konec hry. Jako první musí hráč zajistit stavební materiál, dřevo a kámen. K získání dřeva slouží dřevorubec (Woodcutter), který kácí stromy v lese a zbavuje je větví. Kmen poté putuje do pily (Sawmill), tam je zařezán na prkna a ta se použijí na stavby dalších budov. O to, aby dřevorubec měl stále co kácet, se o sázení nových stromků stará lesník (Forester). Všechny tyto budovy jsou s velitelstvím spojeny sítí cest, na jejichž správném naplánování závisí bezproblémový chod kolonie. Kámen těží kameník (Stonecutter) nebo horník (Miner) v dole na kámen. Těžba kamene je rychlejší, ovšem na mapě ho na rozdíl od dřeva není neomezený počet.
Protože startovní pozice nabízí málo místa, je nutné kolonii dále rozšiřovat. Průzkum mapy má na starosti průzkumník, který je hráčem „vyslán“ k určité vlajce, a objeví okolí v daném poloměru. Druhým způsobem je postavení pozorovací věže (Lookout Tower), která se ale nemůže hýbat. Rozšiřování území zajišťují vojenské budovy: kasárna (Barracks) jsou nejmenší a nejrychleji postavené, na druhou stranu se špatně brání a povyšování vojáků je ekonomicky nevýhodné. Z toho důvodu je stavba kasáren vhodná hlavně v začátcích hry. O trochu větší než kasárna je Strážnice (Guardhouse), do které se vejdou tři vojáci, do Strážní věže (Watch Tower) šest vojáků a do největší Pevnosti (Fortress) hned devět vojáků. Na obranu a útok lze použít statický katapult, který spotřebovává kamenné kvádry a střílí je na nepřátelské budovy. Jeho přesnost ovšem není dobrá, takže často netrefí. Po přesném zásahu zemře jeden voják, pokud v budově žádný navíc není, budova shoří.
Po získání místa je nutné zajistit nerostné suroviny, které jsou čtyři: uhlí, železná ruda, zlato a kámen. Ty lze těžit pouze v horách, které jsou na mapě označeny hnědo-bíle flekatou plochou. Ke zjištění, kolik a jaké suroviny se v místě nachází, slouží geolog (Geologist). Ten se podobně jako průzkumník „posílá“ k vlajce, a v případě nálezu označí místo cedulkou. Na ní je barevně vyznačena surovina: černá znamená uhlí, žlutá zlato, hnědá železo a bílá kámen. „Velikost“ barevné skvrny určuje, kolik se v daném místě nachází materiálu.
Doly potřeba něčím živit, a to něco jsou potraviny. Nejjednodušší na získání jsou ryby, které rybář (Fisher) loví v jezerech a mořích. Maso lze zpočátku získat snadno zapojením lovce (Hunter), který loví zvířátka pobíhající po mapě. Tento zdroj se ovšem rychle vyčerpá a je třeba za něj najít náhradu. Tou je potravinový řetězec; na začátku stojí farmář (Farmer), který pěstuje obilí. Pro správnou funkci potřebuje mít okolo hodně prostoru, tedy žádné budovy, cesty nebo stromy. Obilí poté putuje do prasečí farmy (Pig Farm), ve které s pomocí vody chovají prasata. Ta jdou poté na jatka (Slaughterhouse). Voda se získává ze studny (Well), která pracuje neomezeně a nepřetržitě do konce hry. O správné umístění studny se stará geolog, který na vhodném místě položí modrou značku, která znamená vodu. Třetí potravinou je chleba. Od farmy putuje obilí do mlýna (Mill), kde ho mlynář semele na mouku. Pekař (Baker) z něj pak s pomocí vody upeče chleba.
Na řadě je průmysl. Klíčovou surovinou je uhlí, které je třeba hned ve třech budovách. Tavič rudy (Iron Smelter) zpracuje jeden kus uhlí a rudy na železný ingot. Ten spolu s dalším uhlím zpracuje zbrojíř (Armourer) na meč nebo štít. Uhlí se spolu se zlatem zpracovává v mincovně (Mint), výsledkem jsou zlaté mince. Čtvrtou průmyslovou budovou je nástrojárna (Toolsmith), která vyrábí všechny potřebné nástroje pro Settlery z ingotu a dřeva.
Zbývající budovy lze zařadit mezi podpůrné. Pro vycvičení vojáka je kromě meče a štítu třeba také soudek piva, který z obilí a vody vyrábí sládek v pivovaru (Brewery). Pro rychlejší dopravu materiálu na klíčových cestách lze využít oslíky, které zajišťuje chovatel oslů (Donkey Breeder). Oslíky lze použít pouze na povýšených cestách, které jsou proti „obyčejným“ tmavší a mají zdobené vlajky. Protože území může být značně protáhlé a velitelství daleko, měl by hráč stavět sklady (Storehouse). Ty fungují stejně jako velitelství, ale nemohou být zničeny přímo. Ke stavbě lodí a vysílání zámořských expedic slouží loděnice (Shipyard), které rovněž slouží jako sklad.

### Boj
Vojáci mají pět hodností, které neodráží jejich sílu v boji, ale počet životů. Základní hodnost má tři, nejvyšší sedm. Povyšování probíhá tak, že se do dané budovy přináší mince. Jedna mince znamená, že se jeden voják zlepší o jeden stupeň. Druhá mince ho zlepší o další úroveň, ale spolu s ním vylepší i druhého vojáka rovněž o jeden stupeň. Třetí mince zlepší tři vojáky, čtvrtá čtyři a tak dále. Z tohoto důvodu je nejvýhodnější stavět pevnosti, které ale zaberou hodně místa, a jejich stavba trvá dlouho a stojí mnoho surovin.
Válčení probíhá jako série osobních soubojů: hráč nebo soupeři klikne na nepřátelskou budovu a zadá počet útočících vojáků, kteří jsou v dosahu. Není tak možné útočit jednotkami z druhého konce mapy. Voják nebo vojáci překročí hranice a v případě, že jich má soupeř v oblasti dostatek, mu vyjdou naproti, ale alespoň jeden musí zůstat v napadené budově. Vojáci si stoupnou proti sobě a jeden zaútočí, druhý se brání, pak se situace otočí a tak dále. Ten, který jako první ztratí všechny životy, se změní v ducha a s výkřikem zmizí. Jeho oponent, pokud odejde z bojiště, získává všechny ztracené body zpět. V případě, že zůstane na místě a čeká na dalšího soupeře, nikoliv. To je důležité zejména u budov. Pokud nezůstane nikdo, kdo by bránil napadenou budovu, útočící voják do ní vstoupí a zabere ji pro sebe. Vojáci, kteří přežili a nevejdou se do budovy, se vrátí zpátky.

### Grafika a zvuky
Hra je pojata s humorem a nadsázkou, čemuž odpovídá i roztomilá grafika a animace postav. Settleři, pokud nemají nic na práci, čtou noviny, skáčou přes švihadlo, foukají bubliny a podobně. Také souboje nejsou brány smrtelně vážně. Důraz je kladen především na budovatelskou fázi, takže se některé mapy mohou protáhnout na hodiny, výjimkou není ani 20 hodin na jednu mapu. Hra je ozvučena tak, aby hráče nijak výrazně nerušila, přičemž každá činnost Settlerů má svůj vlastní zvuk. Hudba je klidná a koresponduje s vyzněním hry, jednotlivých skladeb je ale trochu málo, což spolu s délkou hry může působit rušivě.

### Multiplayer
Jedinou možností je splitscreen, tedy hra dvou lidí na jediném počítači, ve kterém se obrazovka rozdělí na dvě poloviny.

## Datadisk
V roce 1997 vychází datadisk The Settlers II: Gold Edition, který nabízí druhou kampaň s názvem World Campaign s devíti novými mapami a pro volnou hru 12 nových map.

## Kritika
Systém cest, který byl převzat z prvního dílu, byl kritizován pro svou složitost a časté zácpy na klíčových bodech. Na druhou stranu byl pro mnoho hráčů symbolem celé hry a jeho zrušení v The Settlers III možná zapříčinilo menší oblibu pokračování. Dalšími nevyřešenými problémy byly absence obytných domů pro Settlery, boj a ovládání jednotek, opakující se hudba a jednotvárnost misí. Všechny tyto problémy byly vyřešeny až v The Settlers III.

## Hodnocení
- 9/10 - časopis Score č. 30
- 6/7 - časopis Level č. 17
- 10/10 - Electric Playground
- 92/100 – PC Zone UK
- 7.3/10 – Game Spot
- 89/100 – PC Games (Německo)
- 80 % – PC Player (Německo)